# José Melitón Chávez
José Melitón Chávez (Romero Pozo, 2 de julio de 1957-San Miguel de Tucumán, 25 de mayo de 2021) fue un obispo católico argentino.

## Biografía
Estuvo al frente de la diócesis de Añatuya (2015-2019), y posteriormente fue nombrado obispo coadjutor de Concepción, empezando a ejercer el cargo de obispo titular el 19 de marzo de 2020 hasta su fallecimiento.